# Sísamo
Sísamo (llamada oficialmente Santiago de Sísamo) es una parroquia española del municipio de Carballo, en la provincia de La Coruña, Galicia.

## Entidades de población
Entidades de población que forman parte de la parroquia:
- Barcia (A Barcia)
- Bardanca (A Bardanca)
- Castro (O Castro)
- Ceide
- Cepeira (A Cepeira)
- Espiño (O Espiño)
- Figueroa (Figueiroa)
- Fonte Caldeira (A Fonte Caldeira)
- Lamas
- Outeiro (O Outeiro)
- Pedra Furada (A Pedra Furada)
- Picho (O Picho)
- Pordiños
- Raíña (A Raíña)
- Ramil
- Sixto (O Sisto)
- Torre (A Torre)
- Vilar de Suso
- Vilares (Os Vilares)

## Demografía
| Gráfica de evolución demográfica de Sísamo entre 2000 y 2018 |
|                                                              |
| Datos según el nomenclátor publicado por el INE.             |